# Cabassous chacoensis
Cabassous chacoensis är en däggdjursart som beskrevs av Wetzel 1980. Cabassous chacoensis ingår i släktet nakensvansade bältor och familjen Dasypodidae. Inga underarter finns listade.

## Utseende
Arten har liksom andra bältdjur benplattor på kroppens övre delar som är i viss mån rörliga på grund av hud som skiljer de enskilda plattorna från varandra. På svansen finns bara några enskilda plattor som skyddar den inte lika bra. Djuret kännetecknas av en rund nos och små öronen. Cabassous chacoensis är med en kroppslängd (huvud och bål) av cirka 30 cm och en svanslängd av cirka 9 cm mindre än andra arter i samma släkte. Ryggen och sidorna är brun, grå eller svart och buken har en gulgrå färg. Liksom hos andra bältdjur är framfötterna utrustade med kraftiga klor. Vikten är ungefär 1,5 kg.

## Utbredning och habitat
Cabassous chacoensis förekommer i Sydamerika från västra Paraguay till centrala Argentina. I utbredningsområdet finns skogar, buskskogar och savanner men arten vistas troligen bara i mycket torra buskskogar. För en bättre redovisning behövs fler observationer.

## Ekologi
Individerna är nattaktiva och de äter främst termiter och myror som grävs fram med hjälp av klorna. På dagen vilar bältan i jordhålor. Antagligen lever varje individ ensam men djur i fångenskap uppvisade ingen aggressivitet mot varandra.
Fortplantningssättet är okänt.

## Hot och status
Det största hotet är utbredningsområdets omvandling till jordbruksmark. Några individer dödas för köttets skull och bältan faller ibland offer för förvildade tamhundar. IUCN uppskattar att beståndet minskar med 20 till 25 procent under de följande tio åren. Cabassous chacoensis kategoriseras därför globalt som nära hotad (NT).